# Segugio della Transilvania
Il segugio della Transilvania (in ungherese: Erdelyi kopò; detto anche segugio ungherese o segugio delle sette contrade), è un cane da caccia di origine ungherese. 

## Storia
Si tratta di una razza ungherese molto vecchia, il cui sviluppo è stato influenzato dalle condizioni climatiche, la natura dell'ambiente e le modalità di caccia. Visse il suo periodo fausto nel Medioevo, all'epoca dove l'Erdélyi kopó era il cane da caccia preferito della nobiltà. Poi, a causa dello sviluppo dell'agricoltura e della silvicoltura, il suo utilizzo fu respinto nei monti e nelle foreste inaccessibili dei Carpazi. Questo mentre, a causa della natura molto variabile dell'ambiente, si formarono due varietà dell'Erdélyi kopó, il grande ed il piccolo cane della Transilvania. Le due varietà furono tenute sempre insieme. All'origine, il grande segugio ungherese era utilizzato per la caccia alla grossa selvaggina, anticamente al bisonte, più tardi all'orso, al cinghiale ed alla lince; il piccolo era utilizzato per la caccia alla piccola selvaggina (volpe, lepre) nei campi, come per la caccia al camoscio nelle regioni rocciose. 
All'inizio del ventesimo secolo, il segugio della Transilvania era quasi estinto. La tutela decisa della razza fu ripresa nel 1968 e oggi esiste un numero importante di cani della varietà “grande” in Ungheria e nelle regioni attigue della Romania. I romeni, dopo aver conquistato la Transilvania, sterminarono il kopó come segno dell'occupazione ungherese di una volta, poi i pochi esemplari sfuggiti allo sterminio furono allevati in Ungheria dove si segna la seconda rinascita della razza. Purtroppo con la rivoluzione industriale e lo sviluppo dell'industria agricola, questa razza fu considerata "nociva" per i campi, e le zone di caccia furono trasformate in industria, quindi si provò di nuovo a sterminare il kopó che fino al 1968, quando venne pubblicato lo standard FCI, si era quasi estinto.
Al giorno d'oggi ci sono 1000 kopó in Ungheria e ne nascono 973 l'anno

## Descrizione
Il segugio della Transilvania è un cane molto resistente, coraggioso e dotato di tempra aggressiva e minacciosa quando ce n'è bisogno (è capace di fronteggiare anche i lupi), dotato di forza e ottimo olfatto. La forma ed il portamento della testa, le proporzioni del corpo, gli arti forti e muscolosi e l'attaccatura della coda corrispondono alle caratteristiche tipo del cane da caccia dell'Europa centrale. Si tratta di un brachet di taglia media. La struttura corporale del segugio ungherese si è adattata ad un lavoro sulle lunghe distanze; è costruito da atleta e la sua ossatura non è né grossolana né fine. 

### Aspetto e Peso
Se ne distinguono due varietà: 
- ad arti lunghi, alti da 55 a 60 cm
- ad arti corti, alti da 45 a 50 cm

La razza è di taglia media peso minimo 25 chili. Ha una testa corta ma non appuntita, con un naso dritto, e denti forti e ben sviluppati. Gli occhi sono di colore marrone scuro mentre le orecchie sono pendenti. Il pelo è tendenzialmente corto e con tessitura spessa, lucida e leggermente più lunga nei soggetti con arti lunghi con un sottopelo morbido che lo protegge dal freddo. Il colore del pelo tende al nero focato con eventuali macchie bianche per i soggetti ad arti lunghi oppure al fulvo con gradazioni nei soggetti ad arti corti. La coda è sospesa quando è a riposo, e diventa dritta durante la caccia.

### Indole
Il cane è estremamente leale e amichevole con le persone e con gli altri cani. Sviluppa un forte attaccamento al padrone ed è molto protettivo nei confronti dei membri della famiglia. Gode della compagnia e tende a restare vicino al padrone ove possibile. Ha un eccellente senso di direzione.

## Utilizzo
Cane di caccia. Segugio capace di cacciare in modo indipendente e a grande distanza dal suo padrone. È particolarmente adatto ad effettuare il lavoro del segugio ed a seguire la traccia della grande selvaggina. Quando incontra una passata fresca, guaisce con un tono lamentoso. Sulla traccia, il suo abbaio è sonoro e di tonalità alta, si sente da lontano. Nell'inseguimento della selvaggina, procede con sicurezza e precisione. Lavora bene da solo o in coppia.